# Welterbe in Sierra Leone
Sierra Leone hat die Welterbekonvention 2005 ratifiziert. Im Juli 2025 wurde die erste Stätte in Sierra Leone in das UNESCO-Welterbe aufgenommen.

## Welterbestätten
| Bild               | Bezeichnung               | Jahr | Typ | Ref. | Beschreibung |
| ------------------ | ------------------------- | ---- | --- | ---- | --- |
| Gola-Tiwai-Komplex | Gola-Tiwai-Komplex (Lage) | 2025 | N   | 1746 | Tiwai Island Wildlife Sanctuary ist das Zentrum der Guineischen Wälder Westafrikas mit dem wohl artenreichsten Vorkommen an Primaten weltweit. Der Gola-Regenwald-Nationalpark ist ebenfalls einer der wichtigsten und artenreichsten Nationalparks. Beide standen bereits seit 2012 einzeln auf der Liste. Der Vorschlag von 2022 beinhaltet alle drei Gola-Gebiete sowie Tiwai. Erfüllte Kriterien für Weltnaturerbe: ix., x. |

## Tentativliste
In der Tentativliste sind die Stätten eingetragen, die für eine Nominierung zur Aufnahme in die Welterbeliste vorgesehen sind. Derzeit (2025) sind vier Stätten in der Tentativliste von Sierra Leone eingetragen, die letzte Eintragung erfolgte im Januar 2022. Die folgende Tabelle listet die Stätten in chronologischer Reihenfolge nach dem Jahr ihrer Aufnahme in die Tentativliste (K – Kulturerbe, N – Naturerbe, K/N – gemischt).
| Bild                                   | Bezeichnung                                   | Jahr | Typ | Ref. | Beschreibung |
| -------------------------------------- | --------------------------------------------- | ---- | --- | ---- | --- |
| Western Area Peninsula-Nationalpark    | Western Area Peninsula-Nationalpark (Lage)    | 2012 | K/N | 5741 | Wichtiges Rückzugsgebiet seltener Tierarten, darunter der Jentink-Ducker; Geburtsstätte des modernen Sierra Leones                              |
| Originalgebäude des Fourah Bay College | Originalgebäude des Fourah Bay College (Lage) | 2012 | K   | 5744 | Das Fourah Bay College (FBC) ist die älteste Universität in Afrika südlich der Sahara und auch die erste, die im westlichen Stile gebaut wurde. |
| Bunce Island                           | Bunce Island (Lage)                           | 2012 | K   | 5745 | Wichtiges Zeugnis und historisches Zentrum des Sklavenhandels                                                                                   |
| Tor zum alten Kings Yard               | Tor zum alten Kings Yard (Lage)               | 2012 | K   | 5746 | Historischer Ausgangspunkt des Sklavenhandels                                                                                                   |